# Кућа Миливоја Манасића
Кућа Миливоја Манасића се налази у селу Радинац, на територији града Смедерева, подигнута је почетком 19. века. Припада традиционалној народној архитектури моравског типа и има статус заштићеног непокретног културног добра као споменик културе.

## Изглед
Кућа је саграђена као грађевина правоугаоне основе, димензија 12х7 м, са унутрашњим простором подељеним на „кућу“, две собе и увучени трем са моравским луцима. Грађена је на високим темељима од опеке у бондручном систему са испуном зидова од плетера, са четвороводним кровом покривеним ћерамидом. Подови су од набијене земље, таваница је у „кући“ од шашоваца, а у собама од коленика, малтерисане блатним малтером и кречене.

## Распоред просторија
У основи кућа припада развијеном типу наше народне архитектуре, где се поред главне просторије „куће“ у којој гори ватра и врше се сви важнији дневни послови и породична окупљања, јављају и две собе. Прва, већа соба је гостинска, односно за „славе, прела и опела“. Друга, мања соба је поред спавања првенствено намењена за чување вреднијих ствари и опреме. Трем поред тога што је изузетно практичан, кући даје посебну топлину и препознатљивост.